# (578) Happelia
(578) Happelia ist ein Asteroid des Hauptgürtels, der am 1. November 1905 vom deutschen Astronomen Max Wolf in Heidelberg entdeckt wurde.
Der Asteroid wurde nach dem deutschen Maler Carl Happel benannt, der die Sternwarte finanziell unterstützt hat.